# Lampetra folletti
Lampetra folletti är en ryggsträngsdjursart som först beskrevs av Vadim Dmitrij Vladykov och Kott 1976.  Lampetra folletti ingår i släktet Lampetra och familjen nejonögon. Inga underarter finns listade i Catalogue of Life.